# Masaru Akiba
Masaru Akiba (født 19. februar 1984) er en japansk fodboldspiller.
Han har spillet for flere forskellige klubber i sin karriere, herunder Montedio Yamagata, Zweigen Kanazawa og FC Gifu.